# Christian von Knapp

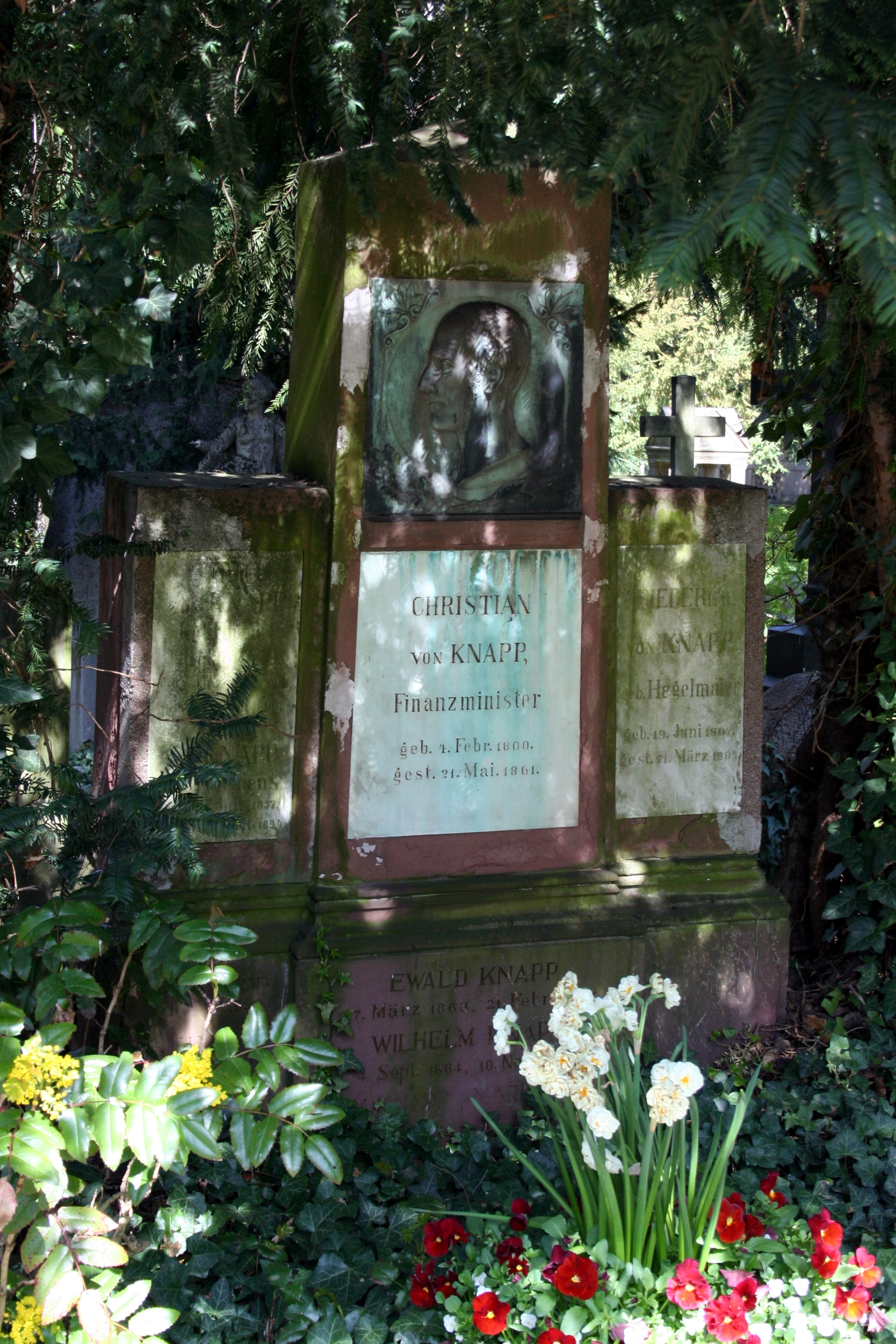
Grab auf dem Pragfriedhof

Christian Knapp, ab 1841 von Knapp, (* 3. Februar 1800 in Hohenheim; † 21. Mai 1861 in Stuttgart) war Finanzminister des Königreichs Württemberg.

## Leben
Knapp wurde als ältestes Kind des Ökonomieverwalters zu Hohenheim Jakob Christian Knapp (1752–1833) und dessen Ehefrau Regine Sophie Gottliebin Sandberger (1773–1805) geboren. Sein Vater war später als Kameralverwalter in Leonberg tätig. Der Vater stammt aus einer langen Reihe von Forstbeamten, die auf den Stammvater Oseas Knapp, Waldvogt in Tübingen (1564–1626), zurückzuführen sind. Die Mutter Gottliebin war die Tochter des Oberamtmanns von Besigheim Konrad Friedrich Sandberger und der Maria Rosine Essich. Ein Bruder der Mutter ist der Oberamtmann Karl Ferdinand Sandberger. Christian von Knapp hatte drei jüngere Geschwister, darunter Auguste, die Friedrich Kausler heiratete und die Schwiegermutter von Albrecht Erhardt war. Da seine Mutter Gottliebin sehr jung starb, heiratete der Vater 1807 noch einmal. Aus der zweiten Ehe des Vaters mit Johanne Griesinger (1776–1838) hatte Knapp fünf Halbgeschwister. Knapp war evangelisch-lutherischer Konfession.
Knapp wuchs in Leonberg auf. Er trat als Schreiber in die Kanzlei seines Vaters ein und bestand dort die Verwaltungs- und Finanzprüfung. Bereits 1824 gewann Knapp eine Ausschreibung für die Entwicklung einer zweckmäßigen Einrichtung für die Rechnungslegung. Knapp war in den darauffolgenden Jahren zunächst Steuerkommissar in Leonberg, dann Finanzkammerassistent in Ludwigsburg, dann als Revisor bei der Hofdomänenkammer angestellt und 1830 schließlich Hofkameralverwalter in Stammheim.
Knapp heiratete am 23. November 1830 Luise Friederike Wilhelmine Hegelmaier (1807–1884) aus Mähringen bei Tübingen. Friederike Hegelmaier war die Tochter des Pfarrers von Mähringen Christoph Friedrich Hegelmaier und dessen Ehefrau Katharine Müller. Hegelmaier war die Enkelin des Tübinger Theologieprofessors Tobias Gottfried Hegelmaier (1730–1786) und die Tante des Botanikers Christoph Friedrich Hegelmaier. Christian von Knapp hatte mit seiner Frau sechs Kinder, von denen jedoch drei im ersten Lebensjahr starben:
1. Otto von Knapp (* 5. Dezember 1831 in Stammheim; † 25. Mai 1896 in Köln) war Direktor des Statistischen Landesamtes und der Württembergischen Eisenbahnverwaltung und Reichstagsabgeordneter. Aus seiner Ehe mit Marie Clemens hatte er vier Kinder.
2. Ernst (* 26. März 1833 in Stammheim; † 29. August 1834 in Stammheim)
3. Reinhold (* 9. August 1836 in Stammheim; † 28. Juni 1883 in Stuttgart) war Bergrat. Aus seiner Ehe mit Luise Staelin hatte er den Sohn Alfred Knapp, der Oberbergrat wurde.
4. Julie (* 29. Mai 1839 in Stuttgart; † 30. August 1839 in Stuttgart)
5. Alfred (* 29. August 1841 in Stuttgart; † 23. August 1842 in Stuttgart)
6. Fanny (* 25. Oktober 1843 in Stuttgart; † 17. April 1923) heiratete Ernst von Herzog (1834–1911), der Professor für Philologie an der Universität Tübingen war. Eines ihrer vier Kinder war Rudolf Herzog (1871–1953).

Knapp kam 1838 als Ministerialassessor ins Finanzministerium. Im Jahr 1841 erhielt er durch die Verleihung des Ritterkreuzes des Ordens der württembergischen Krone den Personaladel. 1844 wurde er als Oberfinanzrat Leiter der Eisenbahnkommission. In dieser Funktion betrieb er den Ausbau des Streckennetzes der Eisenbahnen.
Knapp wurde am 2. Juli 1850 zum Finanzminister berufen. Dieses Amt hatte er elf Jahre bis zu seinem Tod inne. Er legte den Schwerpunkt seiner Tätigkeit auf die Entwicklung von Eisenbahn, Post und Telegraphen in Württemberg. Zudem führte er eine Steuerreform durch und sanierte die Staatsfinanzen.
Knapp litt seit 1855 unter seiner angegriffenen Gesundheit und erkrankte im Mai 1861 an einem Nervenleiden, an dem er schließlich starb. Er wurde auf dem Hoppenlaufriedhof beigesetzt. Aufgrund seiner Beliebtheit im Volk fand ein feierlicher Leichenzug statt.